# مارمارا (روزنامه)
مارمارا (ارمنی: Մարմարա) روزنامه‌ای است به زبان ارمنی که از تاریخ ۳۱ اوت ۱۹۴۰ در شهر استانبول منتشر می‌‌شود. صاحب امتیاز آن روبر هادجیان است.